# Yxskär (Kumlinge, Åland)
Yxskär är en ö i Åland (Finland). Den ligger i den nordöstra delen av landskapet, 50 km nordost om huvudstaden Mariehamn. Arean är 1,9 kvadratkilometer.
Terrängen på Yxskär är mycket platt. Den sträcker sig 2,5 kilometer i nord-sydlig riktning, och 1,7 kilometer i öst-västlig riktning.